# Antonio Zacco
Antonio Zacco (Padua, 1654 – aldaar 27 augustus 1723) was een edelman en officier zowel in het keurvorstendom Beieren als in de republiek Venetië.

## Levensloop

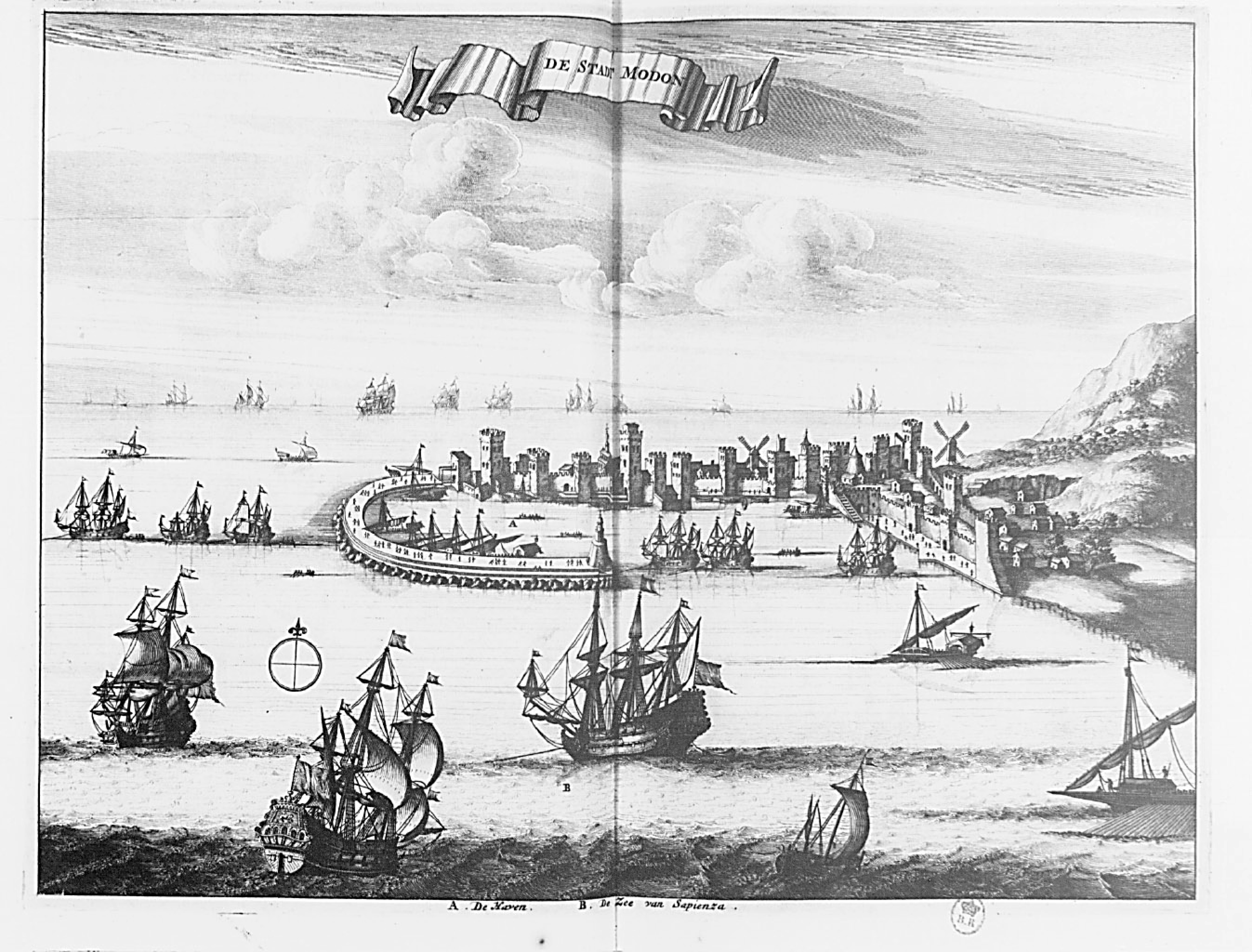
Stad Methone in Griekenland. Generaal Zacco was de laatste commandant onder Venetiaans bestuur (tot 1715)

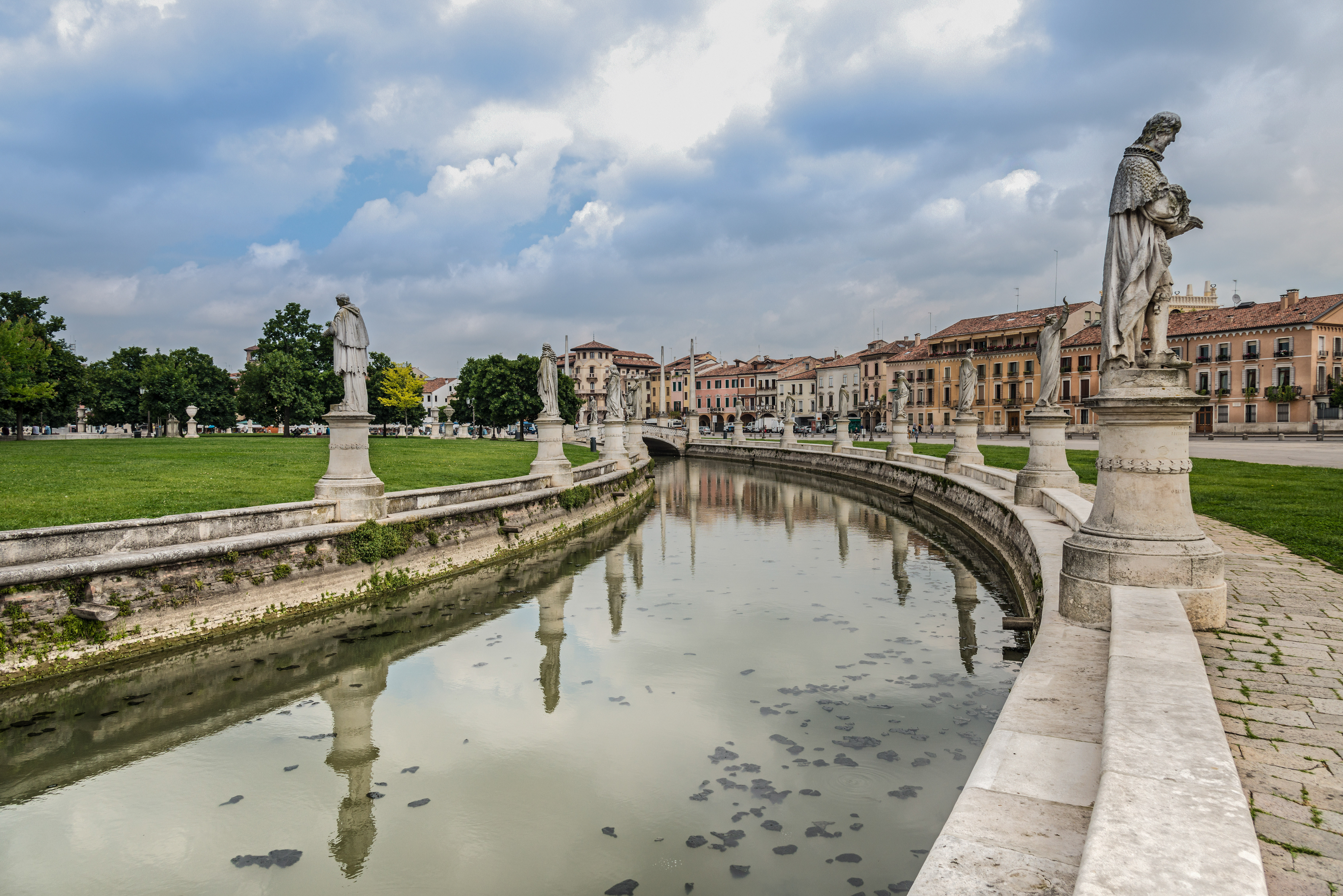
Prato della Valle, Padua

Zacco groeide op als telg in een adellijke familie in Padua, een stad in de republiek Venetië. Zijn titel was graaf.
Hij ging in militaire dienst bij de keurvorst van Beieren, Maximiliaan II Emanuel van Beieren, bijgenaamd de Blauwe Keurvorst. Zacco werd ondergebracht in het regiment van generaal Alessandro Maffei, die eveneens afkomstig was van de republiek Venetië. Zacco vocht in de Grote Turkse Oorlog: hij bevocht de Turken op campagne in Hongarije. Zacco werd bevorderd tot kolonel in het Beierse leger. Maximiliaan II schreef in zijn memoires lovend over Zacco.
In 1696 riep de republiek hem en honderden andere Venetianen terug. De aanslepende zevende Ottomaans-Venetiaanse oorlog of Moreaanse oorlog genoemd, vergde nieuwe troepen. Zacco werd benoemd tot luitenant-generaal. Hij had de leiding over de verdediging van Methone, een Venetiaanse kolonie in de Griekse landstreek Messenië. Zijn opdracht was de oprukkende Turken tegen te houden. De Turken pakten hem op bij hun verovering (1715); Methone en heel Messenië hielden op te bestaan als Venetiaanse kolonie. Zacco was er de laatste Venetiaanse commandant geweest. Hij werd afgevoerd naar Constantinopel met het oog op een gevangenenverkoop aan Venetië. Na vijf jaar gevangenschap lieten de Turken Zacco vrij (1720). De vrijlatenschap was nog een gevolg van de Vrede van Passarowitz die eerder getekend was in 1718.
Na zijn terugkomst in de republiek verleende de Senaat van Venetië generaal Zacco een rustpensioen. Zacco trok zich terug in zijn geboortestad Padua. 
Hij kreeg een standbeeld op de Prato della Valle, op de buitencirkel op plaats n° 40. Het is een van de 88 beelden op het plein. Zacco wordt er afgebeeld naast andere veldheren van de republiek.